# Lycée Pierre-du-Terrail
Le lycée Pierre du Terrail est un établissement public d'enseignement secondaire général et technologique situé à Pontcharra, dans le département de l'Isère. 
Son nom est une référence au chevalier Bayard, celui-ci de son nom complet Pierre Terrail de Bayard ayant vécu son enfance dans cette ville.

## Présentation
L'établissement accueille environ 1 100 élèves (1 087 en 2024) et propose de nombreuses spécialités ainsi que  sciences et technologies du management et de la gestion (STMG). Le lycée accueille depuis la rentrée scolaire 2021, une classe de ST2S.
Le lycée Pierre du Terrail accueille une section athlétisme en son sein, permettant à des athlètes de haut niveau d'être à proximité d'une structure adaptée à la pratique sportive, tout en suivant leur parcours scolaire.
Une section européenne d'italien est aussi présente dans l'établissement. D'une durée de 3 ans, elle offre une mention "Européenne" aux lycéens décrochant leur bac. Cette mention facilite par la suite l'accès à des universités étrangères.

## Histoire

### L'origine du site
Le bâtiment est un ancien phalanstère construit en 1929 à la demande de Joseph Carre, homme politique, entrepreneur et industriel de Pontcharra. Celui-ci, dirigeant de la papeterie Bayard, des forges et estampages de Pontcharra, fait construire 28 logements pour ses ouvriers suivant le modèle théorique et social de Charles Fourrier. Le phalanstère de la Viscamine et son parc sont au centre de ce projet urbain et industriel imaginé par Joseph Carre, le bâtiment pouvant accueillir 200 hommes et femmes. Malheureusement, le site industriel fait rapidement faillite.
Après la fermeture du phalanstère de la Viscamine, seul le service de restauration continue de fonctionner jusqu'à ce que le bâtiment soit réutilisé en 1939 en tant qu’hôpital complémentaire durant la Seconde Guerre mondiale, puis comme hébergement pour les réfugiés de l'Est en 1940. En 1943, les troupes allemandes occupent le phalanstère. Par la suite, les occupants du lieu se succèdent. Entre 1944 et 1945, des gendarmes et des régiments militaires occupent le site ponctuellement.
En 1947, l'établissement est racheté par les Houillères de Saint-Étienne. Après une rénovation des lieux, celui-ci devient le cadre de colonies de vacances durant quinze ans. À cette occasion une piscine est construite dans le parc du complexe.
Le 22 octobre 1962, l'ancien phalanstère devient un lieu d'enseignement à la suite d'un accord signé entre le ministère de l'industrie et l'Éducation nationale. Une série d'aménagements sont réalisés pour permettre l'accueil des élèves, le bâtiment principal tenant le rôle d'internat et des préfabriqués installés au nord du bâtiment accueillant la classe. Par la suite, de nombreux aménagements ont été nécessaires afin d'accueillir le nombre croissant de lycéens.

### L'établissement aujourd'hui
Le lycée a connu des transformations, notamment une restructuration des locaux en 2005. En 2014, une série de classes modulaires ont vu le jour dans le parc de l'établissement. 14 classes ont été construites par l'atelier métis, sur commande de la région Rhône-Alpes, afin de soulager la surpopulation scolaire et de remplacer les anciens préfabriqués au nord-ouest du bâtiment principal.
Une série d'aménagements ont été ouverts en 2019, comprenant un nouveau restaurant scolaire construit dans le parc du lycée et un nouvel internat accueillant une soixantaine d'élèves.

## Structure pédagogique
| Niveau    | Nombre de classes | Nombre d'élèves |
| --------- | ----------------- | --------------- |
| Seconde   | 11                | 383             |
| Première  | 11                | 380             |
| Terminale | 11                | 324             |
| Total     | 33                | 1 087           |

### Classement
Le lycée est classé 13e sur 41 au niveau départemental et 377e au niveau national en 2024 d'après le classement du Figaro.

### Effectifs non enseignants en 2024
- Mme Paumelle et Mme Rampon → CPE
- Mme Secheresse → Gestionnaire
- Mme Brandon et Mme Charrieras → Intendance
- M Zaffalon → Agent chef
- Mme Lacheny → Secrétariat de direction
- Mme Errede → Secrétariat élève
- Mme Fouquet → Infirmière
- Mme Seghari → Assistante sociale
- Mme Court → Psy-EN
- Mme Estellon → Medecin scolaire

## Vie de l'établissement

### Le Challenge Bayard
Chaque année, le lycée organise un tournoi interclasse pendant une journée au mois de juin. Cette initiative est l'idée de Pascal Labulle, CPE du lycée, qui organisa ces jeux pour la première fois en 2008. Le challenge se déroule à travers vingt épreuves dans lesquelles les classes s'affrontent. À la clé de ce tournoi, de nombreux lots sont mis en jeu, dont une journée à Walibi Rhône-Alpes. Les classes sont organisées avec deux chefs d'équipe à leur tête. Chaque année, un thème est décidé pour cette journée de tournoi, organisé en partie par les élèves.
| Année | Thème                                                   | Classe gagnante                                         |
| ----- | ------------------------------------------------------- | ------------------------------------------------------- |
| 2008  | ???                                                     | 2°5                                                     |
| 2009  | ???.                                                    | 1°S2                                                    |
| 2010  | ???                                                     | TES1                                                    |
| 2011  | Nations du Monde                                        | 1°ES1 / 1°S2                                            |
| 2012  | Olympique                                               | 1°S2                                                    |
| 2013  | Éco-Citoyenneté                                         | 1°S1                                                    |
| 2014  | (évènement remplacé par Bayard a un Incroyable Talent)  | (évènement remplacé par Bayard a un Incroyable Talent)  |
| 2015  | Héros et Superhéros                                     | TS1                                                     |
| 2016  | Olympique                                               | 2°4                                                     |
| 2017  | Bayard au Fil du Temps                                  | TES3                                                    |
| 2018  | Films et Dessins Animés                                 | TS1                                                     |
| 2019  | Jeux vidéo et jeux de société                           | 1S3                                                     |
| 2020  | (évènement annulé à la suite du confinement)            | (évènement annulé à la suite du confinement)            |
| 2021  | (évènement annulé à la suite de la situation sanitaire) | (évènement annulé à la suite de la situation sanitaire) |
| 2022  | (évènement non planifié)                                | (évènement non planifié)                                |
| 2023  | (évènement non planifié)                                | (évènement non planifié)                                |
| 2024  | Olympique                                               | TG6                                                     |

## Espaces communs
Les tables situées dans la cour du lycée accueillent régulièrement un chat nommé par les élèves "Big Mac" de par son intérêt envers la nourriture apportée par les élèves. 
Une table a été peinte aux couleurs du drapeau LGBT par des élèves en fin d'année scolaire 2020-2021. 

## Dans la culture

### Films tournés dans l'établissement
- 2018 : Le Grand Bain[9]